# Cédric Hervé
Cédric Hervé (Dinan, 14 november 1979) is een Frans voormalig wielrenner, beroeps van 2002 tot 2008. In 2006 won hij de wedstrijd GP Plumelec-Morbihan, voorheen bekend als "Dwars door Morbihan". Tot nu toe is dat zijn enige profzege.

## Belangrijkste overwinningen
2000
- Eindklassement Kreiz Breizh Elites

2006
- GP Plumelec-Morbihan

## Resultaten in voornaamste wedstrijden
| Jaar | Ronde van Italië | Ronde van Frankrijk | Ronde van Spanje |
| ---- | ---------------- | ------------------- | ---------------- |
| 2002 |                  |                     |                  |
| 2004 |                  |                     |                  |
| 2007 |                  | buiten tijd         |                  |

| Jaar | Ronde van Vlaanderen | Luik-Bast.‑Luik |
| ---- | -------------------- | --------------- |
| 2002 |                      | 108e            |
| 2004 | 104e                 |                 |
| 2007 |                      |                 |